# Waldweihe
Die Waldweihe (Circus dossenus) ist ein ausgestorbener Greifvogel aus der Gattung der Weihen (Circus), der auf den hawaiischen Inseln Oʻahu und Molokaʻi beheimatet war. Sie lebte im Holozän und war kleiner und leichter als alle heute lebenden Weihen. Die Waldweihe bewohnte dichte Wälder und ernährte sich vermutlich von Vögeln und Insekten. Aller Wahrscheinlichkeit nach starb sie in der Folge der Besiedlung Hawaiis durch die Polynesier und der mit ihnen eingeschleppten Neozoen aus.

## Merkmale
Die Waldweihe war die kleinste bekannte Weihenart. Die gefundenen Skelettteile erreichen nicht die Größe derer von rezenten Weihen. Lediglich bei der Länge der Oberschenkelknochen liegt die Waldweihe annähernd mit der Wiesenweihe (C. pygargus) und der Elsterweihe (C. melanoleucus) gleich. Auffällig sind die proportional kurzen Flügel und Brustknochen, die eher an Vertreter der Habichte (Accipiter) erinnern und vermutlich eine Anpassung an die insulare, waldreiche Umwelt darstellen.

## Lebensraum

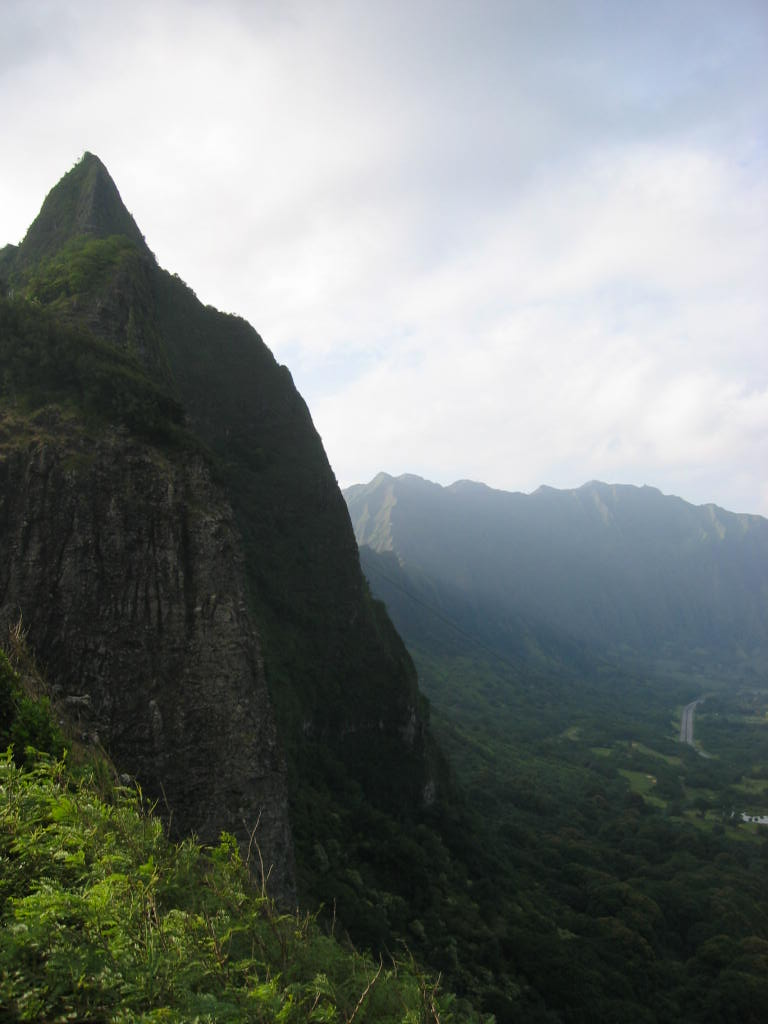
Dichte Wälder, wie hier auf Oʻahu waren der Lebensraum der Waldweihe

Die Waldweihe bewohnte dichte, subtropische Wälder, wie sie auf Hawaii vor der Ankunft des Menschen vorherrschten und in Teilen auch heute noch existieren. Dort ernährte sie sich aller Wahrscheinlichkeit von Insekten und kleinen Vögeln wie Kleidervögeln, da alle heutigen hawaiischen Landsäuger erst mit den Polynesiern auf den Inseln eintrafen. Vor allem die Polynesische Ratte (Rattus exulans) und die Vogelmalaria trugen zum Aussterben vieler endemischer Arten bei, wodurch die Waldweihe als Bodenbrüter und Fleischfresser doppelt betroffen gewesen sein dürfte. Das gleiche Schicksal ereilte auch andere Vögel, etwa die Eulen der Gattung Grallistrix.

## Verbreitung
Nach heutigem Stand ist davon auszugehen, dass die Waldweihe auf Hawaii endemisch war. Die subfossilen Funde beschränken sich derzeit auf Molokaʻi sowie Oʻahu, wo jedoch nur sehr rudimentäre Überreste gefunden wurden. Die Verbreitung umfasste wahrscheinlich auch noch andere Inseln, die vor der letzten Eiszeit mit Molokaʻi zu Maui Nui verbunden waren.

## Entdeckung und Systematik
Überreste der Waldweihe wurden erstmals in den 1980er Jahren von Storrs Olson und Helen James auf Oʻahu entdeckt. Die für Weihen ungewöhnlichen Proportionen der nur spärlich erhaltenen Knochen führten – ähnlich wie bei der neuseeländischen Eyles-Weihe (C. teauteensis) – dazu, dass die Spezies von den beiden irrtümlich für einen Habicht gehalten und auch als ein solcher beschrieben wurde. Erst 1991 konnten Olson und James diese Annahme aufgrund von neuem Material von Molokaʻi korrigieren und die Art als Angehörige der Weihen beschreiben. Als Artepitheton wählten sie dossenus, was sie wie folgt erklärten:

„Dossenus, lateinisch für einen Clown oder Narren, ohne den kein Circus auskommt; hier besonders passend, da uns die Art hinsichtlich ihrer Gattungszugehörigkeit anfangs zum Narren gehalten hat.“

Sie merkten dazu an, dass Weihen weiter in die pazifische Inselwelt vorgedrungen sind als Habichte: Erstere hätten im Laufe ihrer Entwicklungsgeschichte lediglich Fidschi erreicht, während die Sumpfweihe (C. approximans) bis nach Tonga gelangt sei. Auch habe es auf Hawaii bereits Sichtungen der Kornweihe (C. cyaneus) oder Hudsonweihe (C. hudsonius) gegeben, was die Entwicklung einer hawaiischen Weihenart plausibel erscheinen lasse.

## Aussterben
Die Waldweihe ist nur von subfossilen Knochen bekannt und starb wahrscheinlich aus, bevor die Europäer Hawaii erreichten. Da die meisten Bodenbrüter sind, wäre die Art als solcher anfällig für die von den Polynesiern ab dem 13. Jahrhundert eingeschleppten Pazifischen Ratten und Hausschweine gewesen; obendrein war die Waldweihe wohl auch auf intakte, dichte Wälder angewiesen. Die Rodung dieser Wälder könnte die Hauptursache für ihr Verschwinden gewesen sein.

## Verweise